# کریموو (شهرستان اوچالینسکی، باشقیرستان)
کریموو (انگلیسی: Karimovo, Uchalinsky District, Republic of Bashkortostan) یک شهرک در شهرستان اوچالینسکی استان باشقیرستان کشور روسیه است.